# Le Violon (film, 1908)
Le Violon est un film muet français réalisé par Louis Feuillade, sorti en 1908.